# Hjärna på rymmen
Hjärna på rymmen (engelska: Runaway Brain) är en amerikansk animerad kortfilm med Musse Pigg från 1995.

## Handling
Musse Pigg vill åka på semester till Hawaii med Mimmi Pigg, men han har inte råd. Efter att ha sett en tidningsannons beslutar han sig att ta jobb som medhjälpare hos vetenskapsmannen Frankenollie. I själva verket vill doktorn ha Musse som försökskanin till ett mardrömsexperiment; att han ska byta hjärna med monstret Julius.

## Om filmen

### Visningar
Filmen har visats som förfilm till två olika Disney-långfilmer. Vid den amerikanska premiären 1995 visades den tillsammans med spelfilmen A Kid in King Arthur's Court och i utlandet tillsammans med Janne Långben – The Movie.

### Mottagande
Filmen fick blandade recensioner av filmkritiker.
Filmen nominerades till en Oscar för bästa animerade kortfilm vid Oscarsgalan 1996, men förlorade till förmån för Wallace & Gromit: Nära ögat, och efter att filmen även förlorat vid Filmfestivalen i Cannes 1996 lämnade filmens regissör Chris Bailey Disney.

### Utgivningar
Filmen har givits ut på VHS såväl som DVD och finns dubbad till svenska. Filmen finns med på den svenskspråkiga utgåvan av DVD-filmen "Walt Disney Treasures - Mickey Mouse in Living Color vol. 2", men är däremot utesluten från den tyskspråkiga.

### Kulturella referenser
I filmen spelar Musse ett TV-spel med referenser till Disney-långfilmen Snövit och de sju dvärgarna. Den ursprungliga idén var att Musse skulle spela ett TV-spel baserat på Bambi, men detta avslogs.
Namnet Frankenollie är en pastisch till Disney-animatörerna Frank Thomas och Ollie Johnston.
Figuren Julius förekommer i datorspelet Kingdom Hearts 3D: Dream Drop Distance från 2012.

## Rollista
| Roll                | Originalröst   | Svensk röst   |
| Musse Pigg          | Wayne Allwine  | Anders Öjebo  |
| Mimmi Pigg          | Russi Taylor   | Åsa Bjerkerot |
| Doktor Frankenollie | Kelsey Grammer | okänt         |
| Julius              | Jim Cummings   | okänt         |
| Pluto               | Bill Farmer    | ingen röst    |